# هنک بوس

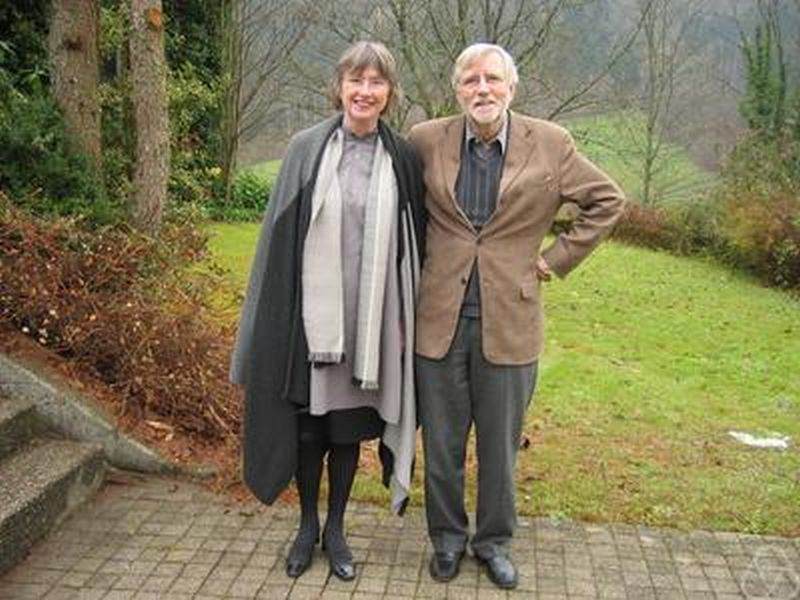
هنک بوس (راست) و کرستی اندرسن - ۲۰۰۵

هنک یان مارتن بوس (به هلندی: Henk Jan Maarten Bos) (۱۷ ژوئیه ۱۹۴۰ - ۱۲ فوریه ۲۰۲۴) تاریخ‌نگار ریاضیات اهل هلند بود.

## زندگی و کارنامه
بوس در سال ۱۹۷۳ در دانشگاه اوترخت با رساله ای به نام «دیفرانسیل ها دیفرانسیل های مرتبه های بالا و مشتق ها در حساب دیفرانسیل لایبنیتس» تحت سرپرستی هانس فرویدنتال درجه دکتری را دریافت کرد. وی تا زمان بازنشستگی در سال ۲۰۰۵ استاد دانشگاه اوترخت در زمینه تاریخ ریاضیات بود. در سال ۲۰۰۸ به عنوان استاد مهمان در دانشگاه آرهاوس در دانمارک به تدریس پرداخت و از سال ۲۰۰۹ پژوهشگر مهمان در موسسه تاریخ علم ماکس پلانک در برلین است. بوس به ویژه به پژوهش درباره ریاضیات سده ۱۷ میلادی و به خصوص کریستیان هویگنس، دکارت و بنیان های آنالیز ریاضی در نزد لایبنیتس پرداخته است. از دیگر کارهای پژوهشی وی میتوان پژوهش درباره کارهای ژان ویکتور پونسله و به ویژه قضیه بستار پونسله را نام برد. وی در سال ۱۹۸۵ به عنوان سخنران مدعو در کنگره جهانی ریاضیدانان در برکلی سخنرانی با موضوع «مفهوم ساختن و نمایش خم ها در ریاضیات سده هفدهم» سخنرانی کرد. بوس در سال ۲۰۰۵ جایزه کنت ا. می را دریافت کرد.

## آثار
- Bos, H. J. M.; Kers, C.; Oort, F.; Raven, D. W. Poncelet's closure theorem. Exposition. Math. 5 (1987), no. 4, 289–364.
- Bos, Henk J. M. Redefining geometrical exactness. Descartes' transformation of the early modern concept of construction. Sources and Studies in the History of Mathematics and Physical Sciences. Springer-Verlag, New York, 2001.
- Bos, Henk J. M. Lectures in the history of mathematics. History of Mathematics, 7. American Mathematical Society, Providence, RI; London Mathematical Society, London, 1993.
- Bos, H. J. M. The closure theorem of Poncelet. Rend. Sem. Mat. Fis. Milano 54 (1984), 145–158 (1987).
- Herbert Mehrtens, Henk J. M. Bos, Ivo Schneider Social History of Nineteenth Century Mathematics Historien des sciences
- Ivor Grattan-Guinness, Henk J. M. Bos 1980. From the Calculus to Set Theory, 1630–1910: An Introductory History. Duckworth.